# Podluží v písni a tanci
Podluží v písni a tanci (zažit i název Tvrdonské slavnosti, respektive Slavnosti) je folklórní festival konaný v Tvrdonicích. Festival začíná vždy první víkend v červnu a trvá vždy celý víkend. V roce 2014 se konal již 61. ročník..

## Historie

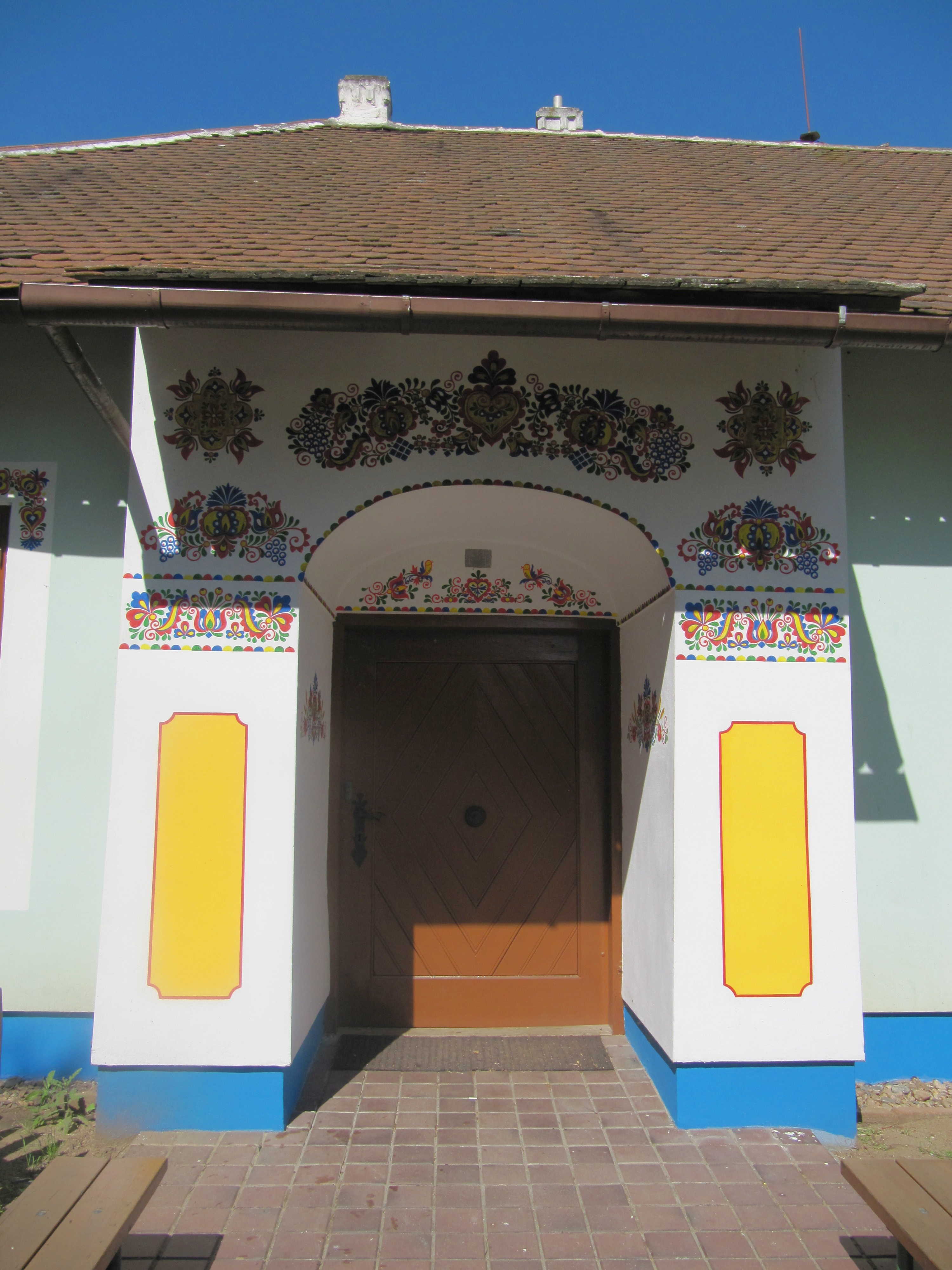
Žudro

11. srpna 1946 Slovácký krúžek uspořádal národopisnou slavnost Rok na Podluží a akce se účastnilo mnoho krojových skupin z celého regionu. Téhož roku krúžek položil základní kámen slovácké chalupy. V roce 1954 se konal druhý ročník, nesl jméno Odpoledne na Podluží a konal se již v prostorech nové slovácké chalupy. V tomto ročníku zde byla velká účast dětí. Důležitý podíl na konání téhle akce měla CM Břeclavan. Od roku 1956 se tato slavnost koná každoročně pod názvem, jaký známe dnes: Podluží v písni a tanci. Organizátoři se stali členové Slováckého krúžku, radní z místního národního výboru (od roku 1991 obecní úřad) a členové OKS Břeclav a samozřejmě i samotní občané z obcí Tvrdonice a Kostice. Z původního nedělního odpoledne se slavnost postupně rozšiřovala na sobotu, později i na pátek (1969). Program je po celou dobu konání slavností stejný, pouze se dělaly menší úpravy. V pátek probíhá přehlídka dechových souborů, v sobotu soutěže ve zpěvu jednotlivců, duetů a souborů, soutěž o stárka, hošije, verbuňk a vrtěná a lidové veselice. V neděli se sjíždí chasa okolních vesnic do Tvrdonic a odpoledne se koná průvod všech účinkujících. Od roku 1990 začíná nedělní program svatou mší v místním kostele sv. Mikuláše, od roku 1993 je součástí programu i vystoupení dětských souborů.

## Slovácká chalupa

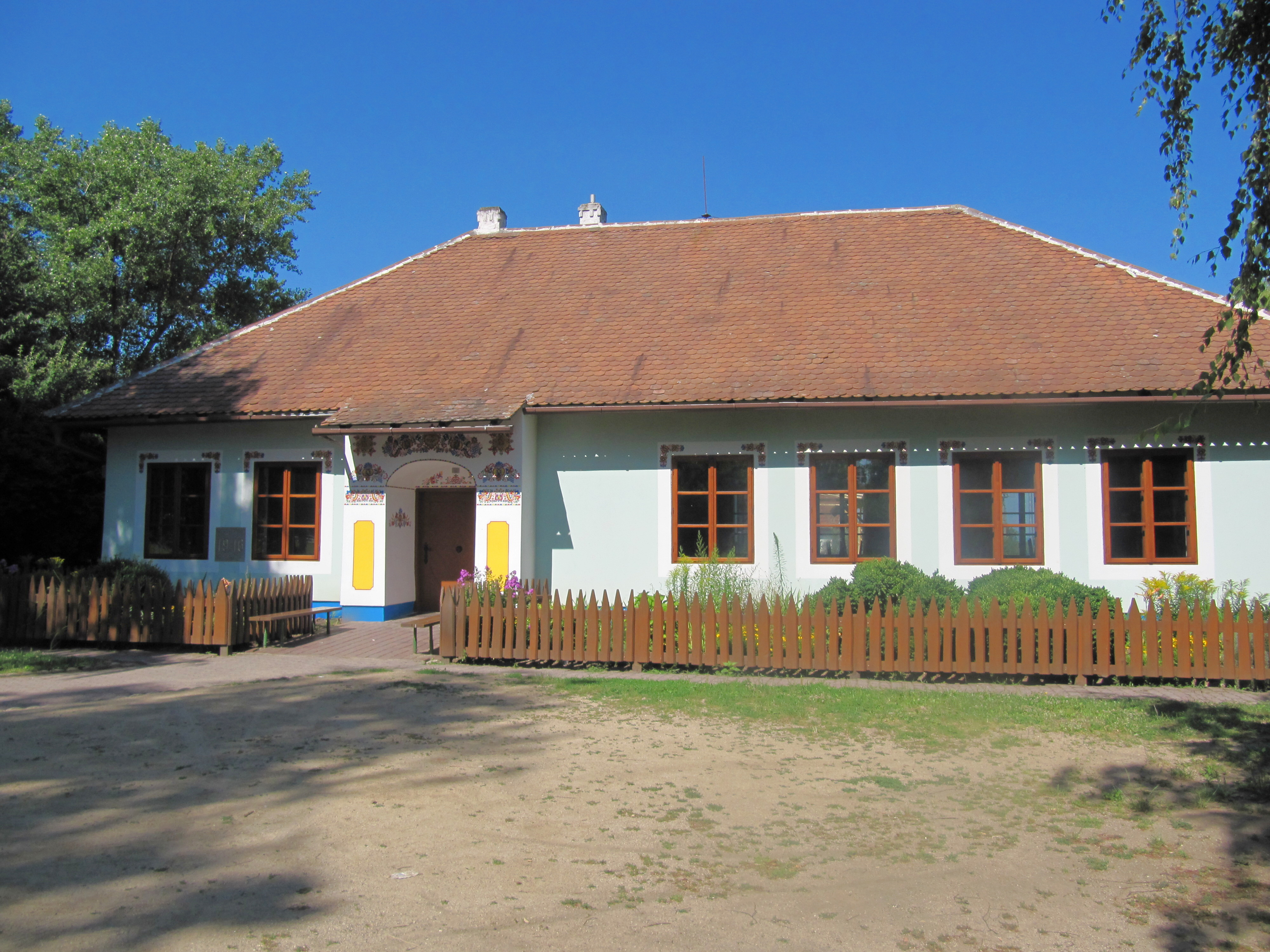
Slovácká chalupa v Tvrdonicích

Základní kámen slovácké chalupy byl položen v roce 1946 a vzorem pro stavbu se stala jedna chalupa z Tvrdonic, která byla představena i na Národopisné výstavě v Praze. Chalupa leží v západní části obce, v amfiteátru. V Chalupě se mimo jiné setkali Miloš Zeman a Mikuláš Dzurinda.